# Unterseeboot 930
L'Unterseeboot 930 ou U-930 est un sous-marin allemand (U-Boot) de type VIIC/41 utilisé par la Kriegsmarine pendant la Seconde Guerre mondiale.
Le sous-marin fut commandé le 2 avril 1942 à Rostock (Neptun Werft (en)), sa quille fut posée le 20 avril 1943, il fut lancé le 5 octobre 1944 et mis en service le 6 décembre 1944, sous le commandement de l'Oberleutnant zur See Kurt Mohr.
L'U-930 n'a ni coulé ni endommagé de navire, n'ayant pris part à aucune patrouille de guerre.
Il capitule à Bergen en 1945 et coule en décembre 1945.

## Conception
Unterseeboot type VII, l'U-930 avait un déplacement de 769 tonnes en surface et 871 tonnes en plongée. Il avait une longueur hors-tout de 67,10 m, un maître-bau de 6,20 m, une hauteur de 9,60 m et un tirant d'eau de 4,74 m. Le sous-marin était propulsé par deux hélices de 1,23 m, deux moteurs diesel Germaniawerft M6V 40/46 de 6 cylindres en ligne de 1 400 cv à 470 tr/min, produisant un total de 2 060 à 2 350 kW en surface et de deux moteurs électriques Brown, Boveri & Cie GG UB 720/8 de 375 cv à 295 tr/min, produisant un total 550 kW, en plongée. Le sous-marin avait une vitesse en surface de 17,7 nœuds (32,8 km/h) et une vitesse de 7,6 nœuds (14,1 km/h) en plongée. Immergé, il avait un rayon d'action de 80 milles marins (150 km) à 4 nœuds (7,4 km/h; 4,6 milles par heure) et pouvait atteindre une profondeur de 230 m. En surface son rayon d'action était de 8 500 milles nautiques (soit 15 700 km) à 10 nœuds (19 km/h).
L'U-930 était équipé de cinq tubes lance-torpilles de 53,3 cm (quatre montés à l'avant et un à l'arrière) et embarquait quatorze torpilles. Il était équipé d'un canon de 8,8 cm SK C/35 (220 coups) et d'un canon antiaérien de 20 mm Flak. Il pouvait transporter 26 mines TMA ou 39 mines TMB. Son équipage comprenait 4 officiers et 40 à 56 sous-mariniers.

## Historique
Il suit son temps d'entraînement initial à la 4. Unterseebootsflottille jusqu'à la capitulation.
Étant toujours à l'entrainement lors de la guerre, il ne prend part à aucune patrouille de combat.
Il se rend aux Alliés le 9 mai 1945 à Bergen, en Norvège.
Le 30 mai 1945, il est transféré au point de rassemblement à Lisahally en vue de l'opération alliée de destruction massive de la flotte d'U-Boote de la Kriegsmarine.
L'U-930 coule le 29 décembre 1945 par l'artillerie du destroyer HMS Onslaught, à la position géographique 55° 20′ N, 7° 35′ O.

## Affectations
- 4. Unterseebootsflottille du 6 décembre 1944 au 8 mai 1945 (Période de formation).

## Commandement
- Oberleutnant zur See Kurt Mohr du 6 décembre 1944 au 9 mai 1945.